# Lampropeltis splendida
Lampropeltis splendida är en orm i släktet  kungssnokar som förekommer i södra Nordamerika. Populationen infogades en längre tid som underart eller synonym i Lampropeltis getula. Artepitet i det vetenskapliga namnet syftar på den strålande färgsättningen.
Arten når vanligen en längd av 90 till 114 cm och enskilda exemplar kan vara 152 cm långa. Antalet fjäll vid sidolinjen är 199 till 227 för hannar och 203 till 237 för honor. Denna orm har en mörkbrun till svart grundfärg och många gula punkter som bildar tvärstrimmor och andra mönster. Huvudet har nästan inga punkter och mönstret vid halsen liknar en krage.
Lampropeltis splendida förekommer från sydöstra Arizona, centrala New Mexico och västra Texas till centrala Mexiko. Habitatet varierar mellan skogar, ängar, buskskogar, träskmarker, växtligheten intill vattendrag, öknar och odlingsmark. Individerna gömmer sig ofta i jordhålor, i underjordiska bon som skapades av andra djur, i bergssprickor, under träbitar på marken eller i den täta växtligheten. Honor lägger ägg. Antagligen förekommer hybrider med andra släktmedlemmar i nordvästra delen av utbredningsområdet.
För beståndet är inga hot kända. IUCN listar arten som livskraftig (LC).